# أراجيك ماروتيان
أراجيك ماروتيان (بالألمانية: Araik Marutjan)‏ (مواليد 15 أغسطس 1992) هو ملاكم ألماني، مثّل بلاده في الألعاب الأولمبية الصيفية 2016.

## وصلات خارجية
أراجيك ماروتيان على موقع اللجنة الأولمبية الدولية (الإنجليزية)
- أراجيك ماروتيان على موقع أوليمبيديا (الإنجليزية)
- أراجيك ماروتيان على موقع اللجنة الأولمبية الألمانية (الألمانية)